# Октябрьский район (Рязань)
Октя́брьский район — административно-территориальная единица города Рязани.

## История
В соответствии с Указом Президиума Верховного совета РСФСР от 23.06.1951 г., Исполнительный комитет Рязанского городского Совета депутатов трудящихся (решение № 5351 от 03.07.1951 г.) образовал в г. Рязани три района, в том числе и Октябрьский.

## Гидронимы Октябрьского района
В местности Октябрьского района в Соколовке, Лесной, Песочни и Кального протекает ручей Панфёровка (Парфеновка ) впадающий в русло Дядьковского затона - старицы реки Ока. В микрорайоне Кальное на берегу ручья  Панфёровка расположен Панфёровский переулок.  
В микрорайоне Голенчино Октябрьского района протекает ручей Скахуха впадающий в Рюмин пруд реки Лыбедь в Центральном парке культуры и отдыха.  
В местности посёлка Никуличи Октябрьского района берет своё начало река Лыбедь впадающая в реку Трубеж.

## Население
| 2002     | 2009     | 2010     | 2012     | 2013     | 2014     | 2015     |
| -------- | -------- | -------- | -------- | -------- | -------- | -------- |
| 134 824  | ↘131 246 | ↗133 907 | ↗134 621 | ↗135 624 | ↗136 087 | ↗137 485 |
| 2016     | 2017     | 2018     | 2019     | 2020     | 2021     | 2023     |
| ↗138 057 | ↗139 383 | ↗140 841 | ↗142 073 | ↗142 243 | ↗156 524 | ↘154 973 |

## География

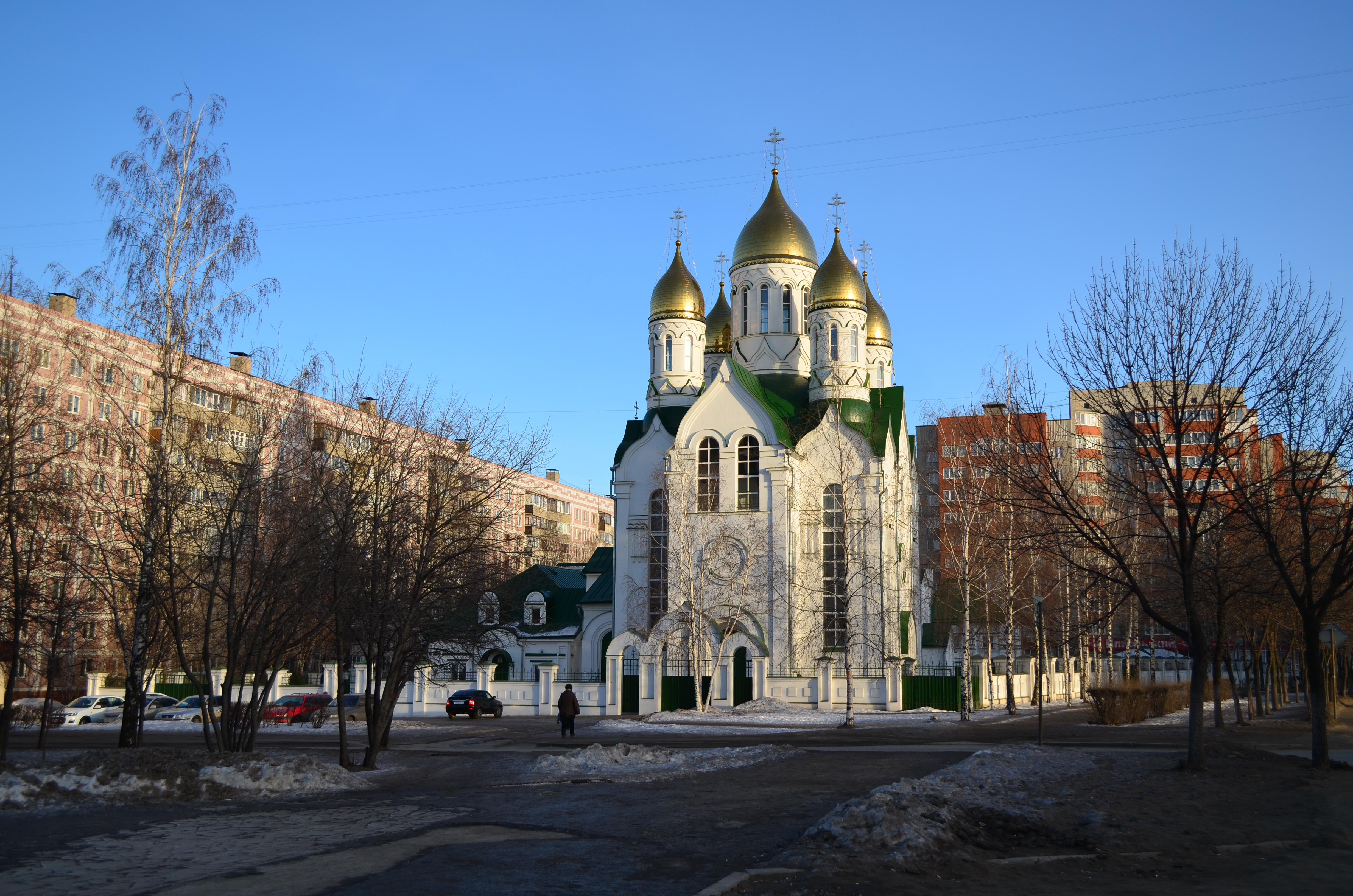
Черезово-Песочня. Храм св. Александра Невского

В состав Октябрьского района входят следующие городские микрорайоны:
- Голе́нчино
- Кально́е (часть микрорайона)
- Ка́рцево
- Лесно́й
- Нику́личи
- Новопоса́дский
- Песочня
- Соколо́вка
- Строи́тель
- Театра́льный (часть микрорайона)
- Турла́тово
- Хамбушево
- Шереме́тьево
- Шла́ковый
- Промышленные узлы:
  - Восточный
  - Дашково-Песочинский
  - Куйбышевский

### Основные улицы
- Касимовское шоссе
- Ку́йбышевское шоссе
- Ря́жское шоссе
- Восточная Окружная дорога
- ул. Большая
- ул. Зубко́вой
- ул. Новосёлов
- ул. Радиозаво́дская (нередко именуется улицей Радиозаводско́й)
- ул. Советской Армии
- ул. Тимакова
- ул. Тимуровцев
- ул. Циолковского